# Kettlestone
Kettlestone is een civil parish in het bestuurlijke gebied North Norfolk, in het Engelse graafschap Norfolk met 197 inwoners.